# Palau del Marquès d'Alfarràs (Vilafranca del Penedès)
El Palau del Marquès d'Alfarràs és un edifici de Vilafranca del Penedès, catalogat com a bé cultural d'interès local.

## Història
Va ser fet construït entre els anys 1789 i 1794 pels mestres de cases Josep Mas i Dordal, de Barcelona, i Rafael Garito, de Vilafranca, per a Joan Antoni Desvalls i d'Ardena, sisè marquès de Llupià i quart del Poal. L'any 1802 va servir d'estatge al rei Carles IV.
Des del 1889 hi ha establerts els religiosos Fills de la Sagrada Família, i el 22 de febrer del 1899 va passar a propietat definitiva de la Congregació, amb l'ajut del bisbe Morgades. A la façana de l'edifici apareixen els escuts del bisbe Josep Morgades i Gili i del marquès d'Alfarràs.
L'any 1926 s'hi va celebrar l'Exposició d'Art del Penedès.

## Descripció
Està situat a la cruïlla de la Plaça de Jaume I amb la Plaça de l'Oli, davant de Cal Gomà, en el centre històric de la vila, i està format per planta baixa, entresòl i dos pisos. Té un pati interior central, avui cobert, i una galeria porticada posterior, així com uns patis. Presenta gran interès l'escala neoclàssica.
El llenguatge arquitectònic respon a les característiques del neoclassicisme, amb reformes i adequacions a la seva funció actual.